# 魔兽世界：德拉诺之王
《魔兽世界：德拉诺之王》（通常简称为Warlords 或 WoD）, 是大型多人在线角色扮演游戏（MMORPG）《魔兽世界》继《魔兽世界：熊猫人之谜》之后的第五个资料片。该资料片于2013年在美国加州举行的BlizzCon 2013上公布； 并于太平洋标准时间2014年11月13日午夜零时在欧美地区发行，中国大陆、台湾、韩国的发行时间则为当地时间2014年11月20日。
该资料片将玩家的最高等级由90级提升至100级，并引进了可由玩家建造的升级式要塞；暴雪在资料片的开发中作出变革，包括提供升级后的全新玩家角色模型在内；在剧情与设定上这个资料片则是“平行宇宙中的冒险”。该资料片在发行后获得了前后不一的评价；发行前期多得到赞赏，而在发行中后期亦得到部分批评。

## 游戏玩法
在资料片《魔兽世界：德拉诺之王》中，玩家角色等级上限从《熊猫人之谜》的90级提高至100级。资料片囊括了8个五人地下城和3个团队副本此外资料片为再平衡团队副本难度，加入了名为“史诗”的最高团队副本难度等级，普通和英雄难度团队副本亦得到弹性化。玩家可以建造并升级属于自己的要塞（一个可以建造特定用处的建筑，派遣随从和舰队完成任务，获取奖励的个人区域）。6.2补丁中加入了史诗难度地下城和时光漫游地下城玩法，各具特色的每周活动也被添加到游戏中。
开发团队数处改动玩家对战（PvP）内容，如改变对战中玩家装备的表现形式，削弱群体控制能力。游戏还新增专供玩家对战的岛屿艾斯兰，其可为玩家提供各种不同的目标和作战种类。
资料片重做了试炼场，玩家通过地下城查找器排队进入英雄难度地下城前，必须先获得试炼场白银评价（预先组队进入则不受此限制）。勇气点数和新地图飞行曾一度被放弃，但均在资料片的中期补丁中回归。

## 情节与设定

黑手正在威胁来自艾泽拉斯的突袭队伍。黑手是游戏中德拉诺的传奇人物之一，协助钢铁部落。

资料片故事设定于《熊猫人之谜》的情节之后，地点则是平行宇宙中兽人的故乡——曾在《魔兽争霸II：黑暗之门》中出现的德拉诺。德拉诺仍未像《魔兽争霸II》的结尾一样被毁灭，而变成曾作为《魔兽争霸III：冰封王座》和《魔兽世界：燃烧的远征》主舞台的外域。魔兽系列中曾出现的传奇人物，诸如格罗姆·地狱咆哮、耐奥祖、古尔丹和黑手都将会悉数登场。
在《熊猫人之谜》故事的末尾，部落大酋长加尔鲁什·地狱咆哮因在潘达利亚大陆上犯下的战争暴行被联盟与部落的联合势力推翻，后由熊猫人羁押。然而在其被审判后，加尔鲁什借青铜龙叛徒凯诺兹的帮助成功逃亡到35年前兽人的故乡德拉诺并干涉历史，作为“先知”阻止其父格罗姆·地狱咆哮喝下恶魔玛诺洛斯之血而臣服于燃烧军团，在旧部落的崛起之前创造出一条平行的时光之路；在其中，数个兽人氏族联合组成“钢铁部落”，使用加尔鲁什带来的技术，发动了对全德拉诺的征服战争，并建起能使他们入侵当代艾泽拉斯的崭新黑暗之门。艾泽拉斯面对新一轮危机。“钢铁部落”对艾泽拉斯的入侵很快被粉碎；此时，由大法师卡德加与萨尔率领的艾泽拉斯精锐则展开了一次快速的突袭，摧毁了黑暗之门，此举却导致突袭队伍被困，损失惨重之下溃退。
在6.0-6.1版本展示的故事中，艾泽拉斯突袭队伍的余部辗转各地建设要塞，并与德拉诺原住民和艾泽拉斯再度取得联系。在与德拉诺各势力取得制衡后，各地遂陆续发起对钢铁部落的防御和反击，已杀死凯诺兹的加尔鲁什在被击败后死于和萨尔的决斗；与此同时，食人魔帝国“高里亚”首都悬槌堡在一次内乱中被攻破，高里亚元首马尔高克败亡；在戈尔隆德的战事取得进展后，艾泽拉斯势力对负责钢铁部落供给的黑石铸造厂的总攻亦取得胜利。在战局不利的情况下，格罗姆·地狱咆哮率军退守塔纳安丛林。
在6.2版本的故事中，术士古尔丹联系“燃烧军团”协助钢铁部落作战，并改造氏族首领基尔罗格·死眼等人成为邪能兽人，同时控制了格罗姆·地狱咆哮。但在持续作战之后，塔纳安丛林仍被艾泽拉斯势力与德拉诺原住民攻破；在地狱火堡垒的决战中，力量不全的燃烧军团首领阿克蒙德被击败，格罗姆则在被救出后投降。故事最后以古尔丹的失踪作结。

## 开发
开发团队为这个全新资料片把用于游戏客户端的文件格式由MPQ更换为CASC。资料片亦将包含升级后拥有新贴图材质和更高多边形数量的全新玩家角色模型；开发者坦言他们想要在把旧有的模型升级到前代资料片熊猫人和《大地的裂变》中狼人和地精的水准的同时“保持角色原汁原味”。 资料片亦有考虑游戏性能方面，开发者称性能不会因模型而有明显的下降，大规模战斗时的帧数也不会减少。
《魔兽世界：德拉诺之王》在2014年4月参加美国波士顿的PAX East游戏展时即提供试玩，随后在2014年6月进入Alpha测试 ；暴雪娱乐亦于2014年6月邀请玩家加入游戏的Beta测试 。预购资料片的玩家或拥有一个60级以上角色（限部分地区）的玩家会收到使一个角色直升至90级的资格，而额外的人物直升则是收费的。暴雪娱乐称他们将价格定高，以避免使角色的练级体验失去价值。
在欧美地区发售资料片的一周内，大批欧美玩家涌入服务器，与此同时暴雪遭遇来自黑客的DDoS攻击，暴雪的维护团队紧急调低了服务器的容纳玩家上限，导致大批玩家排队等候。随后《魔兽世界》执行制作人J·阿伦·布雷克发表了一篇官方公告，对所有受排队问题影响的玩家道歉，并宣布对所有在10月14日之前激活德拉诺之王资料片的玩家给予五天的免费游戏时间补偿。
随着该资料片的公布, 暴雪再度表示希望以更高的频率（约一年一个）发布《魔兽世界》的新资料片。

## 评价与销售情况

### 评价
对《德拉诺之王》的总体评价出现了一次波折。《德拉诺之王》在发售之初多获体验者和媒体的赞同评价，这在Metacritic汇总的87分以及IGN给出的9.0分上有所体现。IGN评价称“多元化的任务系统，自定义的要塞系统，美丽的新世界，强化的探索内容”是该资料片的优点，“单人内容过多”则是缺点。IGN还称，游戏每处细节都充满趣味，暴雪亦通过设计鼓励玩家们社交的策略有效避免了单人化的趋势，“《德拉诺之王》是一部足以令暴雪骄傲的资料片，他宣告着《魔兽世界》已凯旋归来”；GamesRadar的Lucas Sullivan更将《德拉诺之王》称为“近年来最强的《魔兽世界》资料片”。
在该资料片的中后期补丁发布后，游戏则遭到了部分尖锐的批评。在该资料片中，暴雪曾宣布永久禁止飞行，但立即遭到大量玩家反对。暴雪迫于反对浪潮，在一个更新补丁中恢复了飞行内容；亦有玩家将资料片中有争议的改动逐条列出。相比发售之初，资料片内容的缺失，苛刻的成就条件和不断推迟的重要补丁更新均招致恶评，暴雪则对此分别作出解释并着手改善。在2015年8月21日的一次设计师访谈中，暴雪开发团队承认了《德拉诺之王》在上述设计上的“失败”。

### 销量
《德拉诺之王》在发售首天售出了超过330万份拷贝，活跃玩家数则从740万突增至1050万。但是暴雪财报显示在2015年第一季度末活跃玩家数已回落到710万，比该资料片发售前减少了30万；6.2版本发布后的2015年第二季度末，活跃玩家数则回落到560万，此数值为《魔兽世界》上线运营后自2005年12月以来的新低。之后的暴雪财报亦显示活跃玩家数量延续了自《大地的裂变》以来的下降趋势。